# Prodotiscus regulus
Prodotiscus regulus là một loài chim trong họ Indicatoridae.
Loài này được tìm thấy trong Angola, Botswana, Cameroon, Cộng hòa Trung Phi, Cộng hòa Dân chủ Congo, Bờ Biển Ngà, Ethiopia, Kenya, Lesotho, Liberia, Malawi, Mozambique, Namibia, Nigeria, Rwanda, Somalia, Nam Phi, Sudan, Swaziland, Tanzania, Togo, Uganda, Zambia, và Zimbabwe.